# Bovey (Minnesota)
Pour les articles homonymes, voir Bovey.
Bovey est une ville américaine située dans le Comté d'Itasca, dans le Minnesota. Selon le recensement de 2010, sa population est de 804 habitants.

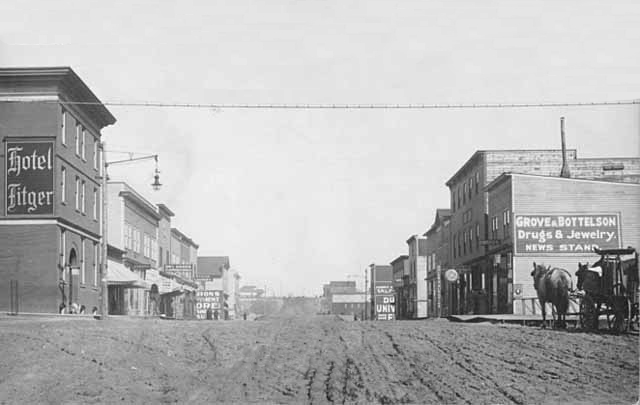
Deuxième rue à Bovey, vers 1905